# Gustav Adolf Sonnenhol

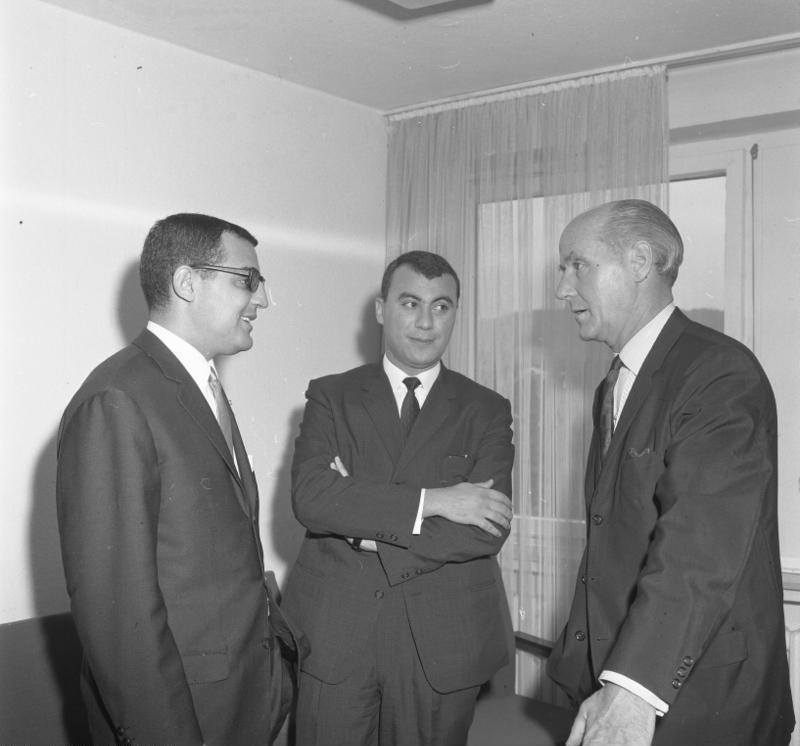
Sonnenhol (rechts) 1965 in diplomatischer Mission

Gustav Adolf Sonnenhol (* 25. Januar 1912 in Lüdenscheid; † 21. Januar 1988 in Bonn) war ein deutscher Diplomat. Sonnenhol trat schon 1931 in die NSDAP und 1939 die SS ein. Während des Zweiten Weltkrieges arbeitete er u. a. in der Gruppe Inland II im Auswärtigen Amt unter Eberhard von Thadden. Zu seinen Aufgaben gehörte es, Informationen über die am Attentat vom 20. Juli 1944 beteiligten Diplomaten zu beschaffen, das Reichssicherheitshauptamt und die Leitung des Auswärtigen Amtes über Verdachtsfälle zu informieren. In der Bundesrepublik Deutschland machte er zunächst Öffentlichkeitsarbeit für den Marshallplan, trat 1956 in die FDP ein und fungierte später unter anderem als Botschafter in Südafrika und der Türkei. Einer seiner Söhne ist ebenfalls Diplomat.

## Leben
Aus einer bäuerlich-theologischen Familie stammend besuchte Gustav Adolf als Jüngster seiner neun Geschwister das Realgymnasium in Lüdenscheid. Während dieser Zeit
war er von 1929 bis 1930 Mitglied der Hitlerjugend. Mit dem Abitur in der Tasche studierte er ab 1931 Rechtswissenschaft, politische Wissenschaften und Volkswirtschaftslehre an der Universität in Leipzig. Kurz vorher war er in die SA und 1931 in die NSDAP (Mitgliedsnummer 545.961) eingetreten. Von Leipzig aus wechselte er nach Marburg und im Herbst 1932 nach Berlin. In dieser Zeit engagierte er sich innerhalb der nationalsozialistischen Studentenorganisation und bekräftigte 1932 nochmals mit einem Aufnahmeantrag, das er Mitglied der NSDAP sein wollte. Die Wirrnisse der letzten Monate des Jahres 1932 im Blick, schloss er sich bewusst der nationalsozialistischen Bewegung an, obwohl er einen anderen intellektuellen Ausgangspunkt hatte, um beruflich bessere Chancen zu haben. Nach den Ereignissen der Machtübernahme durch die NSDAP 1933 setzte er das Studium in Heidelberg fort. Die meiste Zeit seiner Referentdartätigkeit absolvierte er in verschiedenen preußischen Verwaltungsorganisationen. Dabei verfolgte er das Ziel, eine Stellung als Landrat zu erreichen und legte dazu eine Prüfung für den Einsatz als Regierungsreferendar ab. Bis 1935 bearbeitete Sonnenhol eine rechts- und staatswissenschaftliche Dissertation, die er an der Universität Marburg einreichte und dort zum Dr. jur. promoviert wurde.

### Berufliche Entwicklung während der NS-Diktatur
Mit seinem Studienabschluss 1935 entschied sich Sonnenhol für die Nutzung des bereits vorbereiteten Regierungsreferendariates, um sein Ziel, später einmal die Position eines Landrates besetzen zu können, weiterzuverfolgen. Daneben leitete er von 1935 bis 1937 die Auslandsabteilung des Nationalsozialistischen Deutschen Studentenbundes und unternahm einige Auslandsaufenthalte, unter anderem mit Schwerpunkt auf die damals aktuelle Volkstumspolitik. Bei einem ersten Auslandsaufenthalt 1936 in Frankreich belegte er in Paris Lehrveranstaltungen an der Hochschule für Politische Wissenschaften. Ein Jahr später nahm er an den internationalen Studententagen in Belgien teil. Es folgten Aufenthalte in London, die 1938 vom Deutschen Akademischen Austauschdienst (DAAK) finanziert wurden, währenddessen er in der Bibliothek des Chatham House arbeitete. Im November 1938 befand er sich erneut in Frankreich. Durch diese oft sehr breit angelegten Aktivitäten in und mit studentischen Kreisen, mit jugendlichen Gruppierungen und auf der internationalen Ebene rückte er immer stärker in das Blickfeld des Reichsstudentenführers Gustav Adolf Scheel. Dieser förderte die von Sonnenhol verfolgten Ziele und die Integration bei verschiedenen studentischen Gruppierungen und ernannte ihn zu seinem persönlichen Referenten.
Relativ unerwartet und in dieser Form von Sonnenhol nicht vordergründig beabsichtigt wurde er im Juni 1939 ins Reichsaußenministerium berufen. Nach kurzer Probezeit wurde er dort angestellt und gab sein bisher verfolgtes Ziel, eine höhere Verwaltungslaufbahn einzuschlagen, auf.
Am 9. November 1939 trat Sonnenhol in die SS (Mitgliedsnummer 347.149) ein und wurde am 20. April 1941 zum SS-Obersturmführer befördert. Er war von 1940 bis 1941 in Paris stationiert und wurde am 13. März 1941 zum Legationssekretär befördert. 1941 bis 1942 war er Vizekonsul am Generalkonsulat Casablanca als Stellvertreter Theodor Auers und nach der Besetzung Marokkos durch die Alliierten (Operation Torch) 1942 bis 1944 am Generalkonsulat Tanger, das aufgrund der Marokko-Verträge einen internationalen Statut hatte. Sein wiederholt geäußerter Wunsch, zum Fronteinsatz eingezogen zu werden, wurde abgelehnt.
Nach dem Putschversuch des Leiters der Abteilung Deutschland im Auswärtigen Amt Anfang 1943 gegen Reichsaußenministerium Joachim von Ribbentrop wurde zum Sommer die gesamte Abteilung umstrukturiert und die wichtigsten Leitungspositionen neu besetzt. Nur wenige Monate danach traf Sonnenhol in diesem Arbeitsbereich ein. In der Gruppe Inland II unter Eberhard von Thadden, Stellvertreter von Horst Wagner, wurde das Referat Inland II B von April 1943 bis Juni 1944 bisher durch Vizekonsul Emil Geiger geleitet. Referat Inland II B war zuständig für die Verbindung des Auswärtigen Amtes zum Chef der Sicherheitspolizei und des SD, zur Ordnungspolizei, den Polizeiattachés, für polizeiliche Ermittlungen und Auskünfte. Es war ein wichtiges Einfallstor des Sicherheitsdienstes in die diplomatischen und außenpolitischen Felder. Als Geiger im Juli 1944 als Konsul nach Barcelona ging, löste ihn Sonnenhol im Juli 1944 ab und wurde nun zu einem der wichtigsten Verbindungsmänner des Reichssicherheitshauptamtes in das Auswärtige Amt. Nur sein Abteilungsleiter Horst Wagner durfte neben Sonnenhol im direkten Kontakt mit dem Reichsführer SS Heinrich Himmler und dem Chef des Reichssicherheitshauptamtes Ernst Kaltenbrunner die Wünsche beider SS-Offiziere unmittelbar für die deutsche Außenpolitik umsetzen. Inzwischen hatte sich daraus eine außerordentlich einseitige Handlungslinie, deren Primat bei den Interessen der SS und des RSHA lagen, herauskristallisiert. Er hatte in erster Linie dafür Sorge zu tragen, dass Offiziere des Sicherheitsdienstes der NSDAP und Polizeiattachés an den deutschen Botschaften und Gesandtschaften zur nachrichtendienstlichen Informationsbeschaffung im Ausland eingebaut wurden. Die diesbezüglich beschafften Informationen hatte er an die betreffenden Fachreferate im Reichssicherheitshauptamt weiterzuleiten. Über seinen Tisch gingen zahlreiche Aufträge, Anforderungen und Fahndungsersuchen des RSHA zu im Ausland lebenden Personen. Nach dem Attentat vom 20. Juli 1944 hatte er mögliche Kontakte und Verdachtsfälle der an dem Attentat gegen Adolf Hitler beteiligten Diplomaten zu beobachten und die Leitung des Auswärtigen Amtes darüber zu informieren. Als ihm bewusst wurde, in welcher persönlichen Gefahrensituation er sich damit selbst befand, vor allem auf diesem Weg in die von diesen Institutionen begangenen Kriegsverbrechen hineinzugeraten, bemühte er sich um einen Arbeitsplatzwechsel.
Dieser bot sich an, als der Amtsleiter des Reichssicherheitshauptamtes, Walter Schellenberg, dringenden Ersatz für den an der deutschen Gesandtschaft in Genf eingebauten SD-Offizier Hans Daufeldt suchte, der nach seiner Enttarnung auf der Liste der auszuweisenden Personen gesetzt war. Als Sonnenhol noch im gleichen Jahr nach Genf versetzt wurde, kam als Leiter der Gruppe Inland II B Rudolf Bobrik auf diesen Posten. Sonnenhol war von November 1944 bis zum Kriegsende als SD- und Polizeivertreter am Generalkonsulat Genf tätig. Zu seinen engen Vertrauten gehörte der Offizier des Sicherheitsdienstes der NSDAP Christoph Graf Dönhoff, der als getarnter Vizekonsul am deutschen Konsulat in Zürich eingebaut, für die nachrichtendienstliche Informationsbeschaffung für das Amt VI RSHA zuständig war.

### Jahre der Nachkriegszeit und in der BRD
Von 1949 bis 1951 war Adolf Sonnenhol in dem von Vizekanzler Franz Blücher geleiteten Marshallplan-Ministerium in Referat III 4, Marshallplan: Öffentlichkeitsarbeit beschäftigt, dessen Leitung er 1951 übernahm. Von 1951 bis 1953 leitete er die Pressestelle. Von März 1953 bis 1956 war er Leiter des Referats K1: Kabinettsvorlagen des Bundeskanzleramtes, des Außenministeriums, BMBR, des Gesundheitsministeriums, Rechtsfragen der europäischen Integration, Ausschusssitzungen von Bundestag und Bundesrat. Von 1957 bis 1962 war Sonnenhol als Stellvertreter von Karl Werkmeister Botschaftsrat I. Klasse bei der Vertretung der BRD bei der OECD.
1956 trat Sonnenhol der FDP bei. Als außenpolitischer Berater Walter Scheels und Kenner Frankreichs beteiligte er sich an den Deutschland-politischen Diskussionen und setzte sich 1963 gegen starke Strömungen in der FDP für die Ratifizierung des Vertrags über die deutsch-französische Zusammenarbeit (Elysée-Vertrag) und den Ausbau der bilateralen Beziehungen mit Frankreich ein. Von 1965 bis 1972 war er Mitglied des Beirats der Friedrich-Naumann-Stiftung.
Von 1962 bis 1968 leitete er die Abteilung Wirtschaftspolitik im Bundesministerium für wirtschaftliche Zusammenarbeit (BMZ). 1968 bis 1971 war er Botschafter in Südafrika. Wegen seiner nationalsozialistischen Vergangenheit lehnte Bundespräsident Gustav Heinemann Sonnenhols Berufung zum Staatssekretär im Außenministerium unter Walter Scheel ab. Sonnenhol erhielt stattdessen den Botschafterposten in der Türkei. Im Anschluss an seine diplomatischen Tätigkeiten übte er von 1977 bis 1985 die Tätigkeit eines Industrieberaters aus. Als "kritischer Freund" setzte er sich im Ruhestand auch weiterhin mit Südafrika und der Türkei sowie mit Fragen der Entwicklungspolitik auseinander. Dabei lagen ihm in besonderer Weise die Entwicklungen beider deutscher Staaten nach dem Krieg, die von der Adenauer-Regierung Anfang der 1950er Jahre aufgehäuften Blockaden und Widerstände gegen eine Vereinigung beider deutscher Staaten und die Rolle der in der Nachkriegszeit entstandenen beiden militärischen Bündnisse am Herzen. In außerordentlich kritischer Weise äußerte er sich über die 1952 verpassten Chancen einer deutschen Wiedervereinigung.

## Veröffentlichungen (Auswahl)
- Die Dritte Welt: Mythos und Wirklichkeit, Bouvier, 2007 (von Rainer Barthelt bearbeitete Fassung eines hinterlassenen Manuskripts mit einem Vorwort des ehem. Bundespräsidenten Walter Scheel)
- Die Türkei – Land zwischen zwei Welten. Kommentare eines kritischen Freundes. Hrsg. Dietrich Schlegel, Leske und Budrich, Opladen 1990, ISBN 3-8100-0804-4
- Untergang oder Übergang? Wider die deutsche Angst. Seewald, Stuttgart und Herford 1984, ISBN 3-512-00709-0
- Rohstofflieferant Südafrika. Deutsche Afrika-Stiftung, Bonn 1980
- Südafrika ohne Hoffnung? Wege aus der Gefahr. Econ, Düsseldorf und Wien 1978, ISBN 3-430-18590-4
- Bildungshilfe für Entwicklungsländer Vortr. auf d. vom 8.-10. Nov. 1962 ... von d. Friedrich Naumann-Stiftung zusammen mit d. Deutschen Gruppe d. Liberalen Weltunion veranstalteten 12. Arbeitstagung, Deutsche Verlagsanstalten Stuttgart 1963
- Gedanken zur Wiedervereinigung vom 22. Juni 1952, in: oder Übergang? Wider die deutsche Angst. Seewald, Stuttgart und Herford 1984, ISBN 3-512-00709-0
- Sitte, Moral, Sittlichkeit und Recht im zukünftigen Strafrecht, unter besonderer Berücksichtigung der Beurteilung der Täterpersönlichkeit. Eine Wert-Wirklichkeitsbetrachtung. J. D. Reuter, 1936, 56 S.